# Reclam LGBT
El reclam LGBT o esquer queer (en anglès queerbaiting) és una pràctica en els mitjans de comunicació que consisteix en insinuar relacions afectivosexuals entre personatges de ficció del mateix gènere, però sense que aquestes relacions arribin a plasmar-se explícitament.
El terme despectiu "queerbaiting" pretén constatar que això està fet amb l'objectiu d'atreure (de l'anglès, baiting = pescar) a una audiència queer i aprofitar-se de la falsa suggestió de relacions amoroses que els atreuen o amb les quals se senten identificats. El concepte va aparèixer i ha estat popularitzat mitjançant discussions en línia de fandoms de pel·lícules i sèries populars. 

## Representació
Els mitjans de comunicació tenen poca representació queer fora de sèries amb contingut queer específicament com The L Word o Queer as Folk. Segons recerques fetes per la Gay & Lesbian Alliance Against Defamation (GLAAD), durant la temporada de televisió del 2012-13 (als Estats Units) hi havia una representació LGTB de només un 4.4 %; un increment de les estadístiques d'anys previs (2.9 % en 2011, 3.9 % en 2010, 3 % en 2008, i un 1.1 % en 2007).

## Reacció de l'audiència i conseqüències
El queerbaiting ha estat considerat altament nociu per a la audiencia queer o el col·lectiu LGTB en general. Pot aparentar potencialment que els suggeriments i les referències queer són simplement bromes, però "si la falsa representació en qüestió utilitza humor, les persones queer poden disfrutar de la broma, o són ells mateixos la broma?".
Com apunta la revista Vanity Fair: "El queerbating resulta cada vegada més insostenible perquè, per començar, ara té nom. Això significa que ens hem adonat del que estan fent. Podem assenyalar-ho, qüestionar-ho i rebutjar-ho: no és visibilitat, són engrunes. I durant anys, la comunitat LGTB s'ha conformat amb aquestes minúscules concessions, tan subtils com anecdòtiques, perquè és al que està acostumada." 
El queerbaiting pot mostrar relacions queer com a heterosexuals, relacions platòniques que han estat mal enteses. Emmet Scout creu que "aquesta dinàmica està creada d'una manera en què els personatges i els creadors han de constantment recordar-nos que si veiem aspectes queer en tals relacions es tracten solament d'una broma, o fins i tot una perversió de la seva amistat. Ja sigui intencionadament o no, això envia el missatge que una relació gay és, no només menys interessant, però menys profunda, valuosa i menys pura".

## Exemples
Les següents relacions entre personatges del mateix gènere han estat interpretades com a queerbaiting:
- Dark Shadows.[1]

- Regina Mills i Emma Swan a la sèrie Once Upon A Time. SwanQueen.
- Arthur Pendragon i Merlin a la sèrie de televisió Merlin.[1]
- Betty Cooper i Veronica Lodge, i Archie Andrews i Joaquin DeSantos a la sèrie de televisió Riverdale.[7][8]
- Jane Rizzoli i Maura Isles a la sèrie de televisió Rizzoli & Isles.[4]
- Sherlock Holmes i John Watson a la sèrie de televisió Sherlock. El repartiment i equip de Sherlock han negat que la relació ha estat intencionada com a romàntica, per a la decepció de molts fans.[1][4][4][4]
- Castiel i Dean Winchester a la sèrie de televisió Sobrenatural.[4]
- Kara Danvers i Lena Luthor a la sèrie de televisió Supergirl.[9]
- Derek Hali i Stiles Stilinski a la sèrie de televisió Teen Wolf.[10]
- Keith i Llanci a la sèrie Voltron: Legendary Defensar de Netflix.